# شماره ۱۰
شمارهٔ ۱۰ فیلمی ایرانی به کارگردانی و نویسندگی حمید زرگرنژاد و به تهیه‌کنندگی ابراهیم اصغری محصول سال ۱۴۰۱ است.
این فیلم نخستین‌بار در بهمن ۱۴۰۱ در چهل‌ویکمین جشنوارهٔ فیلم فجر به نمایش درآمد و با ۱۱ نامزدی توانست در چهار رشتهٔ بهترین بازیگر مرد، بهترین موسیقی متن، بهترین چهره‌پردازی و بهترین طراحی صحنه موفق گردید بیشترین جایزهٔ سیمرغ بلورین را در بخش سودای سیمرغ از آن خود کند.

## داستان
شماره ۱۰ فرار دو اسیر ایرانی از اردوگاه عراقی را روایت میکند و بر اساس ماجرای فرار محمدرضا عبدی و زاگرس میلانی در اول فروردین ١٣۶٢ از اردوگاه موصل عراق ساخته شده است.

## بازیگران
- مجید صالحی
- حسام منظور
- سیامک صفری
- مهدی زمین‌پرداز
- بهرنگ علوی
- صحرا اسدالهی
- احمد کاوری

## تولید
بنا به گفتهٔ کارگردان فیلم، تحقیق از سال ۱۳۹۶ شروع شده و نگارش فیلم‌نامه حدود سه سال طول کشیده‌است. ابراهیم اصغری تهیه‌کنندهٔ فیلم دربارهٔ بودجه گفت که فیلم با پشتیبانی بنیاد سینمایی فارابی ساخته شده‌است و نسبت به آثار در مورد جنگ ایران و عراق هزینهٔ کمتری داشته‌است.

## انتشار
شمارهٔ ۱۰ نخستین‌بار در بهمن ۱۴۰۱ در چهل‌ویکمین جشنوارهٔ فیلم فجر به نمایش درآمد.

### پخش تلویزیونی
شبکه‌های تلویزیون ایران در نوروز ۱۴۰۲، شمارهٔ ۱۰ را در دو نوبت پخش کردند. حق پخش تلویزیونی با قراردادی بین ۷تا ۸ میلیارد تومان معادل سود پرفروشترین فیلم غیر کمدی سال ۱۴۰۱ به صداوسیما واگذار شده‌است. مدیرعامل بنیاد فارابی در مصاحبه‌ای اعلام کرد برای پخش تلویزیونی فیلمهای این بنیاد (شماره ده ۸ میلیارد و چند فیلم دیگر جمعا ۷ میلیارد) مبلغ ۱۵ میلیارد تومان معادل ۵۰۰ هزار بلیت ۳۰ هزار تومانی، از صداوسیما دریافت می‌شود.

## جوایز و افتخارات

### جشنواره فیلم فجر
| مراسم            | تاریخ برگزاری | رده                        | نامزد                                    | نتیجه    | منبع        |
| ---------------- | ------------- | -------------------------- | ---------------------------------------- | -------- | ----------- |
| جشنواره فیلم فجر | ۲۲ بهمن ۱۴۰۱  | بهترین طراحی صحنه          | محمدرضا شجاعی                            | برنده    | [ ۶ ] [ ۷ ] |
| جشنواره فیلم فجر | ۲۲ بهمن ۱۴۰۱  | بهترین جلوه‌های ویژه میدانی | محمدرضا ترکمان                           | نامزدشده | [ ۶ ] [ ۷ ] |
| جشنواره فیلم فجر | ۲۲ بهمن ۱۴۰۱  | بهترین چهره‌پردازی          | شهرام خلج                                | برنده    | [ ۶ ] [ ۷ ] |
| جشنواره فیلم فجر | ۲۲ بهمن ۱۴۰۱  | بهترین فیلمبرداری          | حسن پویا                                 | نامزدشده | [ ۶ ] [ ۷ ] |
| جشنواره فیلم فجر | ۲۲ بهمن ۱۴۰۱  | بهترین موسیقی متن          | مسعود سخاوت‌دوست                          | برنده    | [ ۶ ] [ ۷ ] |
| جشنواره فیلم فجر | ۲۲ بهمن ۱۴۰۱  | بهترین صدا                 | آرش قاسمی (صداگذار) فرخ فدایی (صدابردار) | نامزدشده | [ ۶ ] [ ۷ ] |
| جشنواره فیلم فجر | ۲۲ بهمن ۱۴۰۱  | بهترین فیلمنامه            | حمید زرگرنژاد                            | نامزدشده | [ ۶ ] [ ۷ ] |
| جشنواره فیلم فجر | ۲۲ بهمن ۱۴۰۱  | بهترین نقش اول مرد         | مجید صالحی                               | برنده    | [ ۶ ] [ ۷ ] |
| جشنواره فیلم فجر | ۲۲ بهمن ۱۴۰۱  | بهترین کارگردانی           | حمید زرگرنژاد                            | نامزدشده | [ ۶ ] [ ۷ ] |
| جشنواره فیلم فجر | ۲۲ بهمن ۱۴۰۱  | بهترین فیلم                | ابراهیم اصغری                            | نامزدشده | [ ۶ ] [ ۷ ] |

- برنده سیمرغ تجلی اراده ملی به دلیل بهترین اقتباس و پژوهش به نویسندگی حمیدزرگرنژاد

- حضور در بخش رقابتی سینمای جهان جشنواره بین‌المللی فیلم داکا